# 温斯伯勒 (路易斯安那州)
温斯伯勒（英語：Winnsboro），是美国路易斯安那州下属的一座城市。根据2010年美国人口普查，该市有人口4,910人。建置上，属于“city”。